# 大垣中央病院
大垣中央病院（おおがきちゅうおうびょういん）は、岐阜県大垣市にある病院。地元では「中央病院」ともいう。
労災保険指定医療機関、生活保護法指定医医療機関、救急告示医療機関の指定をうけている。元々外科医院が前身であり、外科、整形外科が中心である。

## 診療科
- 外科
- 整形外科
- 内科
- 循環器科
- 胃腸科
- 肛門科
- 皮膚泌尿器科
- リハビリテーション科

## 交通機関
- 東海道本線・養老鉄道・樽見鉄道大垣駅南口より徒歩5分

## 沿革
- 1983年（昭和58年）：大垣中央外科が開設される。
- 1987年（昭和62年）：大垣中央病院に改称する。医療法人社団豊正会を設立。